# Bachirou Salou
Bachirou Salou (Lomé, 15 de setembro de 1970) é um ex-futebolista togolês que atuava como atacante.

## Carreira

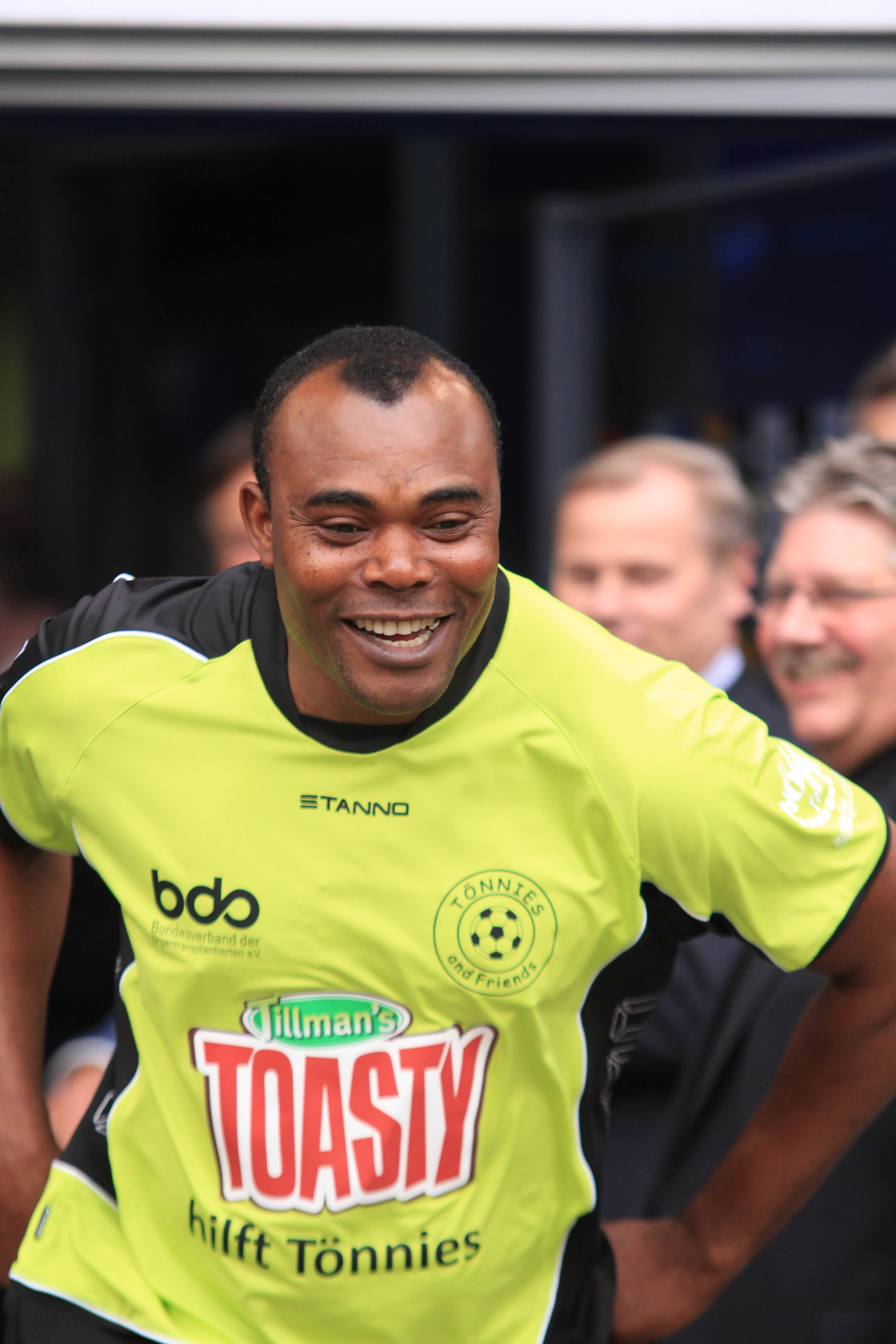
Salou em 2012.

Salou construiu sua carreira (iniciada em 1989, no Panthère Sportive, após passar por OC Agaza Lomé e Omnisport) no futebol alemão, defendendo Borussia Mönchengladbach, Duisburg, Borussia Dortmund, Eintracht Frankfurt e Hansa Rostocke Kapellen-Erft, onde jogou em 2003 e voltaria para a temporada 2005–06, quando encerrou a carreira pela primeira vez. Salou teve ainda curtas passagens por Alemannia Aachen e Eupen (da Segunda Divisão belga), ambas em 2004.
Em 2011, aos 40 anos, Salou retomou a carreira ao aceitar convite do VfL Meckenheim, equipe semi-amadora que disputa campeonatos regionais da Alemanha. O atacante deixou os gramados de forma definitiva em 2012.

## Seleção
Salou jogou 38 partidas pela Seleção Togolesa de Futebol entre 1989 e 1998, marcando 17 gols.
Apesar de ter anunciado seu afastamento do futebol internacional depois da Copa das Nações Africanas de 1998, foi convocado para a edição seguinte, em 2000.
Desde então, recusou diversas convocações, mas foi incluído surpreendentemente na pré-lista de convocados feita por Otto Pfister para a Copa de 2006. Salou acabou não sendo incluído no elenco de 23 atletas, mas trabalhou como manager da seleção durante o torneio.

## Vida pessoal
Seus irmãos, Tadjou Salou (falecido em 2007) e Rafiou Moutairou também seguiram carreira no futebol, enquanto seu filho Mamoudou atua nas divisões menores do futebol alemão. Também atuou como embaixador da campanha Go for Children – Momentum for Change!.

## Títulos
Borussia Mönchengladbach
- Copa da Alemanha: 1994–95